# Siemens Arena
La Avia Solutions Group Arena (fino a novembre 2020 nota come Siemens Arena ) è uno palazzo dello sport che ha sede in Vilnius, nel quartiere di Šeškinė. Viene soprattutto usato per ospitare le partite di pallacanestro nelle coppe europee del BC Lietuvos Rytas, anche se, di tanto in tanto, è sede di incontri di hockey su ghiaccio e di concerti o rappresentazioni teatrali.
La sua costruzione venne ultimata il 30 ottobre 2004.

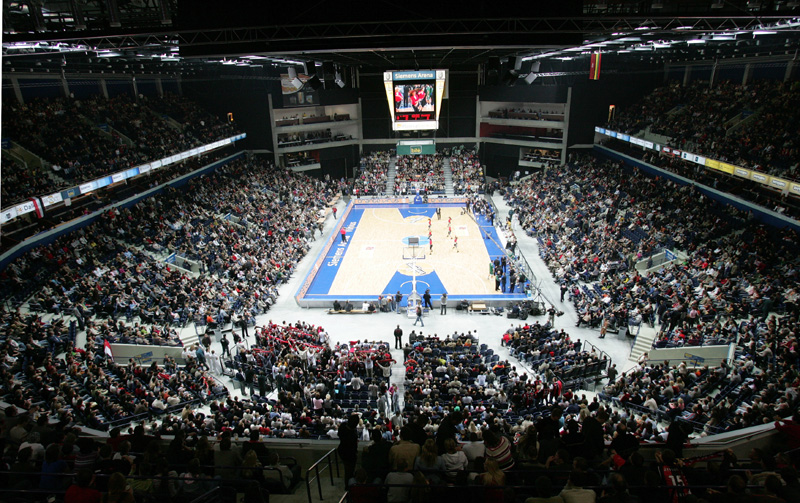
L'interno dell'Arena durante una partita di basket

## Capienza
L'arena è il secondo più grande impianto al coperto di tutta la Lituania, dopo la Žalgirio Arena di Kaunas. La sua capienza varia a seconda dell'evento che ospita:
- pallacanestro: 11.000 posti
- hockey su ghiaccio: 8.750 posti
- concerti: 12.500 posti

## Concerti
Alla Avia Solutions Group Arena si sono esibiti vari artisti internazionali: i Metallica, Phil Collins, Patricia Kaas, le t.A.T.u., i Deep Purple, Sting, Chris Rea, Paco de Lucía, Toto Cutugno, Ozzy Osbourne, Anastacia, i Simple Minds, i Simply Red, i Nazareth, gli Scorpions, i Depeche Mode, Enrique Iglesias, i Linkin Park, Lenny Kravitz, Dima Bilan, Avril Lavigne, Snoop Dogg, i Backstreet Boys, i R.E.M, Helena Paparizou, David Guetta con Kelly Rowland e Kylie Minogue.